# Pigeon Island (Houtman-Abrolhos)
Pigeon Island ist eine kleine Insel inmitten der Wallabi Group des Archipels Houtman Abrolhos, eines Archipels vor der Küste von Western Australia. Sie ist fast komplett Fischern überlassen, die dort Australische Langusten fischen und ihre Camps auf der Insel aufgeschlagen haben. Aus diesem Grund ist die Insel stark vom Menschen geformt und kaum noch naturbelassen wie andere Inseln im Archipel. Ein nahegelegenes Eiland, das ebenfalls saisonal von Fischern bevölkert wird, heißt Little Pigeon Island; daher wird Pigeon Island oft als Big Pigeon Island bezeichnet.

## Geschichte
Aufgrund der Lage vermutet man, dass Überlebende des Schiffsunglücks der Batavia von 1629 die Insel erreichten. Es gibt dafür aber keinerlei Nachweise. Im 20. Jahrhundert wurde auf der Insel Guano abgebaut.

## Geographie
Pigeon Island ist grob dreieckig mit einer kurzen Seite im Südwesten und zwei langen Seiten, die im Nordosten zusammenlaufen.
Die Insel ist bedeckt von Wegen und Hütten: Insgesamt gibt es 54 Camps, eine Schule und einen Pub sowie ca. 20 Bootsanleger entlang der Nordwestseite, da die Insel nur von dieser Seite angelaufen werden kann. Die Insel wird im Süden und Osten von einem Riff umschlossen, aber eine Passage, die Pigeon Island Anchorage, erstreckt sich entlang des Nordwestens.

## Geologie
Der Untergrund von Pigeon Island besteht aus Wallabi Limestone, einem dichten, natürlich zementierten (Caliche) Korallen-Kalkstein, der eine dicke Plattform bildet, die die Wallabi Group trägt. Diese Plattform, die sehr abrupt von einem flachen Schelf aufsteigt, ist ca. 40 Meter dick und stammt aus dem Quartär. Riffe, die sich während der Eem-Warmzeit vor ca. 125.000 Jahren bildeten, als die Meeresspiegel höher lagen als heute, bilden nun den Sockel der „Central Platform“-Inseln, zu denen Pigeon Island gehört.

## Flora
71 Pflanzenarten wurden auf Pigeon Island gezählt, von denen 45 einheimisch und 29 eingebürgert sind:
| - Acanthocarpus preissii - Actites megalocarpa (dune thistle) - Atriplex cinerea (grey saltbush) - Atriplex paludosa (marsh saltbush) - Atriplex sp. - Austrostipa elegantissima - Brachyscome ciliaris - Bromus arenarius (sand brome) - Bulbine semibarbata (leek lily) - Capparis spinosa (coastal caper) - Carpobrotus virescens (coastal pigface) - Conyza bonariensis (flaxleaf fleabane) (eingebürgert) - Cotyledon orbiculata - Daucus glochidiatus (Australian carrot) - Dianella revoluta (blueberry lily) - Diplolaena grandiflora (wild rose) - Disphyma crassifolium subsp. clavellatum (round-leaved pigface) - Enchylaena tomentosa (barrier saltbush) - Eragrostis dielsii (mallee lovegrass) - Erodium cygnorum (blue heronsbill) - Euphorbia boophthona (Gascoyne spurge) - Euphorbia tannensis - Exocarpos aphyllus (leafless ballart) - Frankenia pauciflora (seaheath) - Haloragis trigonocarpa | - Malva preissiana (Australian hollyhock) - Muellerolimon salicorniaceum - Myoporum insulare (blueberry tree) - Nicotiana occidentalis subsp. hesperis (native tobacco) - Nitraria billardierei (bitre bush) - Olearia axillaris (coastal daisy bush) - Pimelea microcephala (shrubby riceflower) - Pittosporum phylliraeoides (weeping pittosporum) - Plantago debilis - Polypogon tenellus - Rhagodia baccata (berry saltbush) - Rhagodia latifolia - Sarcostemma viminale subsp. australe - Senecio pinnatifolius - Setaria dielsii (Diels’ pigeon grass) - Solanum nigrum (black berry nightshade) - Sporobolus virginicus (marine couch) - Tecticornia arbuscula - Tecticornia halocnemoides (shrubby samphire) - Threlkeldia diffusa (coast bonefruit) - Thysanotis patersonii - Triglochin centrocarpa | Neophyten: - Anagallis arvensis (pimpernel) - Phalaris minor (lesser canary grass) - Avena barbata (bearded oat) - Bromus diandrus (great brome) - Bromus hordeaceus (soft brome) - Bryophyllum delagoense (mother of millions) - Cynodon dactylon (couch) - Ehrharta longiflora (annual veldt grass) - Emex australis (doublegee) - Erodium cicutarium (common storksbill) - Euphorbia terracina (Geraldton carnation weed) - Hordeum murinum subsp. leporinum (barley grass) - Juncus bufonius (toad rush) - Lactuca saligna (wild lettuce) - Malva parviflora (marshmallow) - Medicago polymorpha (burr medic) - Mesembryanthemum crystallinum (iceplant) - Nicotiana glauca (tree tobacco) - Polycarpon tetraphyllum (fourleaf allseed) - Raphanus raphanistrum (wild radish) - Rostraria cristata - Schenkia australis - Sonchus oleraceus (common sow thistle) - Spergularia rubra (sand spurry) - Tamarix aphylla (athel tree) - Vulpia myuros (rat's tail fescue) |

## Fauna
Einheimische Tiere sind der seltene Spiny-tailed Skink, die Wachtel Turnix varius scintillans (Abrolhos painted button-quail) und die Buschtaube. Hausratten (Rattus rattus) waren früher vorhanden, wurden mittlerweile jedoch ausgerottet.

## Menschliche Nutzung
Die Houtman-Abrolhos-Inseln unterstehen komplett dem Western Australia's Minister for Fisheries zum „Schutz von Flora und Fauna, Tourismus und für Zwecke im Zusammenhang mit der Fischerei-Industrie“ (Conservation of Flora and Fauna, Tourism, and for Purposes Associated with the Fishing Industry). Pigeon Island ist eine von wenigen Inseln, die fast komplett für die Fischerei freigegeben ist. Aufgrund des Guanoabbaus und der Entwicklung der Fischerei-Infrastruktur hat die Insel kaum Schutzwürdigkeit.